# Premio Nocturne
Il premio Nocturne (nell'originale francese prix Nocturne) è un premio letterario francese istituito nel 1962, dal francese Roland Stragliati fino al 1966, poi riassegnato nel 2006 dalla rivista Le nouvel Attila . Viene assegnato nel mese di novembre , per premiare "opere fantastiche e insolite" . 

## Albo d'oro
- 1962 - Leo Perutz, Le Marquis de Bolibar (Albin Michel, 1930)[4]
- 1963 - Bruno Schulz, Le Traité des mannequins (Éditions Julliard, 1961)[5]
- 1966 - Hugues Rebell, Les Nuits chaudes du Cap français (La Plume, 1902)[6]
- 2006 - Giovanni Papini, Gog (Groupe Flammarion, 1932)
- 2007 - Ramon Sender, Noces Rouges (Éditions Seghers, 1947)
- 2008 - Miodrag Bulatović, Le coq rouge (Éditions du Seuil, 1963)
- 2009 - André Laurie, Spiridon le muet (Éditions Rouff, 1908)
- 2010 - Ermanno Cavazzoni, Cirenaica (Einaudi, 1999)
- 2011 - Ludvík Vaculík, Morcata (Atlantis, 1970)
- 2012 - André de Richaud, La Nuit aveuglante (Robert Morel, 1966)
- 2013 - Max Blecher, Aventures dans l'irréalité immédiate (Éditions Maurice Nadeau, 1989)
- 2014 - Živko Čingo, La Grande Eau (Éditions L'Âge d'homme, 1980)
- 2015 - Wilson Harris, The Secret Ladder (1963) / Cristina Peri Rossi, La tarde del dinosaurio (1976)